# Wella
Wella AG is een Duitse firma in cosmeticaproducten, hoofdzakelijk voor haarverzorging, met zetel in Darmstadt. Het levert producten en apparaten voor professioneel gebruik in kapsalons en voor de consument, en cosmetica en parfums onder verschillende merknamen.

## Geschiedenis[1]
De geschiedenis van het bedrijf gaat terug tot 1880, toen de Duitse kapper Franz Ströher een eigen zaak begon. In 1904 opende hij een fabriek in Rothenkirchen, dat tegenwoordig een deelgemeente is van Steinberg (Vogtland). De zonen van Franz Ströher bedachten in 1927 de merknaam "Wella", naar het Duitse "Welle" (golf) wat verwijst naar de permanente haargolf waarvoor zij een haargolfapparaat hadden ontwikkeld.
Na de Tweede Wereldoorlog werd de zetel van het bedrijf verplaatst naar Hünfeld en later naar Darmstadt. Wella breidde zich steeds meer internationaal uit. In 1983 werd het een beursgenoteerd bedrijf. In 1987 kocht Wella het Franse parfumbedrijf Rochas en in 1994 Mülhens, bekend om het eau de cologne 4711. De parfums en cosmeticaproducten van Wella werden ondergebracht in de dochtermaatschappij Cosmopolitan Cosmetics. Dat heeft verschillende licentie-overeenkomsten voor "designer parfums", onder meer met Escada, Gerry Weber, Gucci, Marc O'Polo, Montblanc, Naomi Campbell en Priscilla Presley.
In 2003 werd Wella gekocht door Procter & Gamble. De haar- en parfumactiviteiten van beide bedrijven werden samengevoegd. "4711" werd in 2006 weer verkocht aan Mäurer & Wirtz.